# バレンツ海

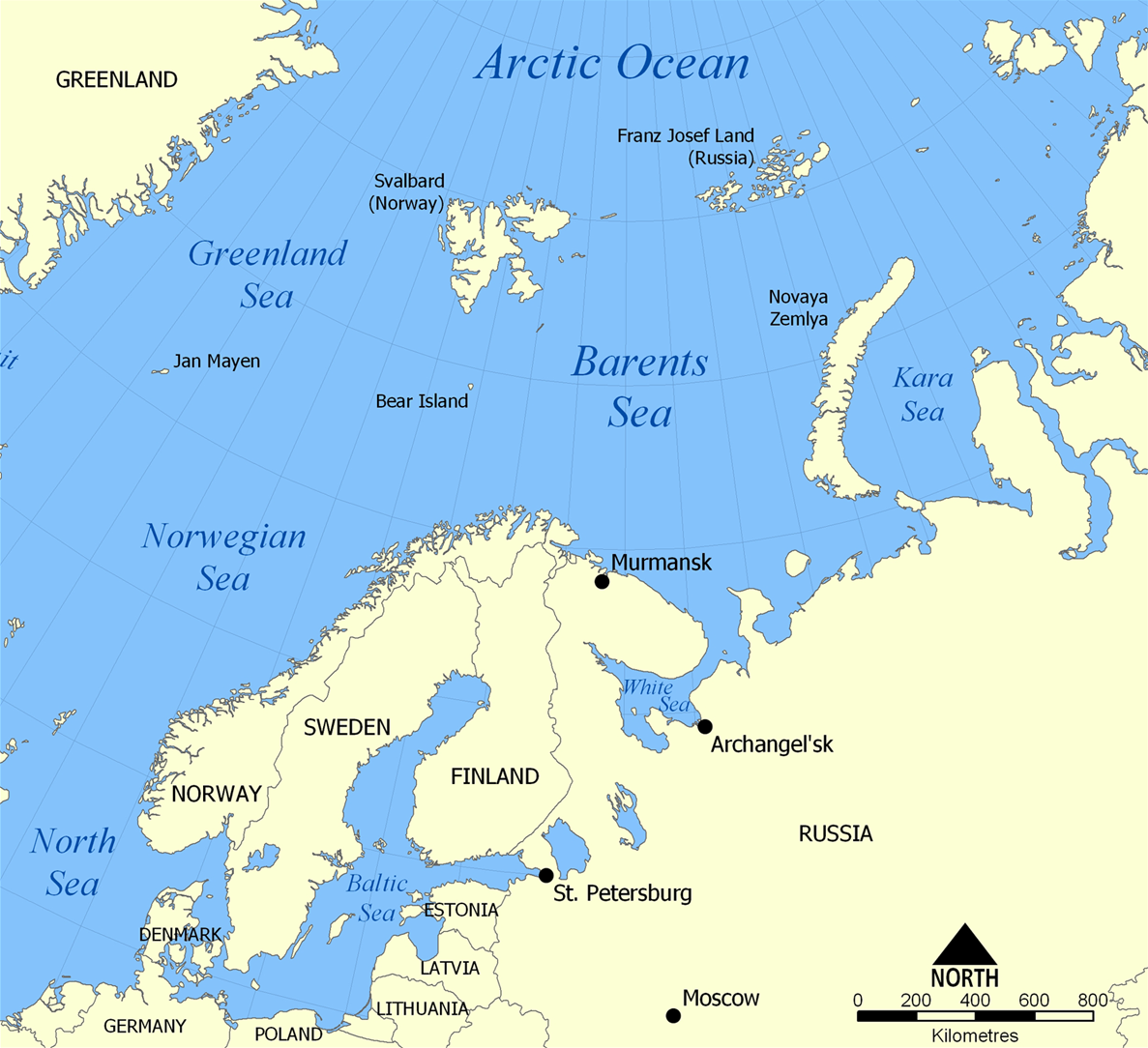
地図

バレンツ海（バレンツかい、ロシア語:Баренцево море、フィンランド語:Barentsinmeri、ノルウェー語:Barentshavet）は、北極海のヨーロッパ側の一部である。オランダの探検家であったウィレム・バレンツにちなんで命名された。
北西はスバールバル諸島、北東はゼムリャフランツァヨシファ、東はノヴァヤゼムリャ、南はスカンディナビア半島（コラ半島を含む）などに囲まれている。最南西部の大湾は白海と呼ばれ、最南東部のノヴァヤゼムリャ・ヴァイガチ・コルグエフ各島に囲まれた湾はペチョラ海と呼ばれる。東はカラ海、西はノルウェー海に繋がる。

## 海象・気候に関わる因子
バレンツ海は北極圏に位置するため、海上の気候は寒冷であるが、暖流であるノルウェー海流の影響が及ぶ海域に面したロシア領ムルマンスク（コラ半島）や、ノルウェー領ヴァードー（バランゲル半島）は、冬でも海面が凍結しない不凍港である。反面、北部や東部、南部の白海付近などは冬季には氷結する。
2012年に日本の海洋研究開発機構は、バレンツ海の海氷の分布と日本の気象相関関係に着目し、地球温暖化の影響で、バレンツ海の海氷が減少し、北大西洋海流の流軸が北の方向に大きくずれた年は、シベリア高気圧とアリューシャン低気圧が発達し易くなり、日本とユーラシア大陸に厳冬の傾向が現れる可能性を導き出した。
フィンランド気象研究所の研究者らによると、バレンツ海は1979年から2021年にかけて、世界平均の7倍の速さで温暖化したという。最近のデータによれば、バレンツ海一帯の年間平均気温は、過去20年から40年の間、10年ごとに最大2.7℃上昇してきた。これは同地域の温暖化ペースが世界最速であることを意味する。

## 歴史
1500年代に、捕鯨や、アジアへの北東航路開拓を目的に、オランダやイギリス、ロシアなどによって、この付近でも航海が行われるようになった。
また、第二次世界大戦中の北極海における輸送船団の主戦場にもなった。ここを主要な航路として利用した援ソ輸送船団を護衛していた連合国側と、ナチス・ドイツとの間で激しい戦いが繰り広げられた。それ以降も、ソビエト海軍（ロシア海軍）の北方艦隊や、SLBMを搭載した原子力潜水艦と、それを警戒するNATO諸国の海軍が、軍事上重要な海域として見なしている。
さらに、原油や天然ガスなど海底資源が豊富な海域とされており、1970年代から係争が続いた。具体的には、ソビエト連邦とノルウェーとで、自国の権利に関する主張が食い違ったためであった。ただ、これについては、2010年9月15日に係争海域の面積をほぼ等分する形で境界線を引く「バレンツ海と北氷洋における海域画定と協力に関する条約」に調印し、終止符が打たれた。

## 海洋汚染
バレンツ海の海底には、1988年に事故を起こしたソビエト連邦の原子力潜水艦「コムソモレツ」や、ソビエト連邦崩壊後にロシアが海洋投棄した放射性廃棄物が沈んでおり、これらに含まれる放射性物質などが海水を汚染する懸念がある。